# Campo (Brenzone sul Garda)
Campo è una frazione del comune italiano di Brenzone sul Garda, nella provincia di Verona, in Veneto.
Il borgo medievale di Campo è raggiungibile solo percorredo l'antica mulattiera che, collega Castelletto e Prada, la quale, è costituita da terrazzamenti e muretti a secco, che servivano e sono ancora utilizzati per ottenere superfici coltivabili adatte all'impianto degli olivi. I muri di sostegno dei terrazzamenti (alti anche tre metri) erano costruiti con pietre e frammenti di lastre calcaree reperite sul luogo.
Il borgo caratteristico è formato da un raggruppamento di case in pietra, disabitate e raccolte su sé stesse. Sono presenti i resti di un castello coperto dalla vegetazione e la chiesetta del paese con all'interno affreschi del XIII e XIV secolo ben conservati di influenza bizantina.

## Storia
L'esistenza della contrada di Campo è riscontrabile già dal 1023.
In un documento della prima metà del Settecento, un anonimo fattore riporta l'elenco dei lavori negli oliveti gardesani, molti dei quali vengono ancora praticati con modalità simili, tramandate in generazione in generazione.
La borgata medievale nel 2023 è abitata solo da due famiglie, ma fino agli anni cinquanta del Novecento vi erano numerose persone, che si sono poi spostate in città.

## Monumenti e luoghi d'interesse

### Chiesa di San Pietro
Le origini della chiesa sono ignote, nonostante ciò, si può affermare che la chiesa è dedicata a San Pietro e venne eretta tra il XII e il XIV secolo, anche se nell'ottobre 1998 si è sostenuto che la datazione della chiesa risale a prima del XII secolo. Gli affreschi all'interno, ancora ben conservati, sono riconducibili al maestro Giorgio da Riva (figlio di Giacomo da Riva), eseguiti nel 1358; questi si estendono sull'arcata, sul catino absidale e sulle pareti laterali. Raffigurano vari santi oltre che la Vergine e Cristo e in particolare nel catino absidale San Pietro in cattedra. Verso la metà del XV secolo la cappella di S. Pietro in Vincoli in Campo divenne chiesa sussidiaria della neo-Parrocchia di Brenzone. Dal 1806, dopo aver confiscato la chiesa, ci furono diversi tentativi di venderla all'asta, ma essendoci stato un esito negativo, dopo il 1825, fu restituita alle sue originarie funzioni e aggregata alla Parrocchia di Brenzone. L'edificio all'esterno compare con una facciata a capanna che fu rifatta durante il XVIII secolo, che mantiene però l'originale struttura, caratteristica dello stile romanico minore rimasto immutato fin oltre il XIV secolo. L'interno è a navata unica, piuttosto semplice divisa da un'arcata trionfale che conduce all'altare e al catino absidale e infine, la pavimentazione è realizzata in pianelle di cotto.

### Castello di Campo
Il castello di Campo è in realtà un'abitazione diroccata che viene definita «il Castello» perché era abitata dalla famiglia più ricca di Campo.

## Economia

### Turismo
Numerosi turisti visitano il borgo, in particolare durante il periodo natalizio, quando viene organizzata l'esposizione di presepi, i quali vengono messi in mostra in tutto il borgo. Un altro giorno molto importante per il turismo è il lunedì di Pasqua, quando il paese si rianima per la messa tradizionale; infatti, il borgo è forse uno dei punti maggiormente panoramici della costa veneta del Lago di Garda, tra olivi secolari e alcuni cipressi. Il fenomeno turistico però non risente fortemente del turismo di massa della costa del lago. Infine, durante il periodo estivo, ad agosto, viene organizzata la manifestazione "notti magiche a Campo" che consiste in due serate di concerti.